# Sjef Ficker
Sjef Ficker (Hoensbroek, 18 juni 1957) is een Nederlands  dirigent, muziekpedagoog, kornettist en trompettist.

## Levensloop
Ficker leerde als achtjarig jongetje kornet spelen bij de Fanfare "St. Cecilia", Ubachsberg. Hij was ook solokornettist als de fanfare onder leiding van de toenmalige dirigent Wil Jacobs in 1974 en 1981 Wereldkampioen in de sectie fanfare op het Wereld Muziek Concours te Kerkrade werden. Hij studeerde eerst schoolmuziek en HaFa-directie aan het Conservatorium Maastricht en behaalde zijn diploma's in 1980 respectievelijk in 1981. Aansluitend studeerde hij trompet aan het Koninklijk Conservatorium in Den Haag en sloot in 1986 zijn studies af met het bereiken van het staatsexamen.
Als docent was hij 26 jaar verbonden aan de muziekschool Kreato te Thorn (Limburg) en docent muziek/ckv en leerling-coördinator aan het Connect college te Echt (Limburg).
Hij startte een onderwijsloopbaan, maar gelijktijdig werd hij ook dirigent. Van 1980 tot 2003 was hij dirigent van de Fanfare Wilhelmina uit Vlodrop en promoveerde met dit orkest van de 3e afdeling naar de superieure afdeling. In de ere-afdeling werd hij met deze fanfare met 335 1/2 punten ook landskampioen van de Federatie van Katholieke Muziekbonden in Nederland (FKM). Van 1985 tot 1990 was hij dirigent van de Harmonie St. Cecilia Bingelrade en promoveerde met hen van de 3e tot 2e afdeling. Van 1989 tot 2008 was hij dirigent van de Fanfare "St. Cecilia", Ubachsberg. Met deze fanfare is hij in de concertafdeling in 1992 en 2003 Limburgs respectievelijk landskampioen van de FKM geworden. In 1986 was hij ook dirigent van de Fanfare Juliana in Limmel in Maastricht en in 1990 van Fanfare St. Clemens in Arensgenhout. Hij werd diverse keren nationaal kampioen. Van 1995 tot 2009 leidde hij de Koninklijke Fanfare "Sint Caecilia", Hulsberg. Met dit orkest behaalde hij in de superieure afdeling in 1999 en 2005 eerste prijzen met lof van de jury. In 2006 werd hij met hen vicekampioen van de FKM met een eerste prijs met lof.
Tegenwoordig dirigeert hij de Harmonie St. Caecilia Hoensbroek en sinds 18 september 2009 staat de Koninklijke Fanfare Sint Cecilia Kanne onder muzikale leiding van Ficker. Vanaf 2014 Harmonie Heer Vooruit.